# José Agustín Ibáñez de la Rentería
José Agustín Ibáñez de la Rentería (Bilbao, 29 de agosto de 1751 - Lequeitio, 31 de mayo de 1826) fue un escritor y pensador político español de la Ilustración.

## Biografía
De origen noble en una familia con importantes mayorazgos y cuantiosas rentas, nunca tuvo que padecer dificultades económicas y desempeñó varios cargos en la administración local y regional. Miembro en 1774 de la Real Sociedad Bascongada de Amigos del País, pronunció allí dos discursos, uno sobre educación y otro titulado Reflexiones sobre las formas de gobierno que fue editado en Madrid en 1790 y exponía ya las ideas de Montesquieu sobre la división de poderes, esbozando una primera semilla de liberalismo español; fue nombrado alcalde de Lequeitio en 1775 y en 1816 historiador de Vizcaya en las Juntas Generales de Vizcaya. 
Escribió unas muy alabadas Fábulas en dos tomos, variadas de métrica, publicadas en 1789 y 1797 y un Memorial histórico (1798) en que describe su participación en la Guerra de la Convención (1793-1795). Como pensador político destaca por sus Discursos (1780-1783), muy marcados por sus lecturas de Montesquieu y otros ilustrados franceses, en los que aboga por dar más libertad a los municipios y en cuestiones educativas defiende el uso de la lengua nacional en vez del latín. Ocurrió que al publicar el apólogo político "El raposo" en 1788 en el Diario de Madrid algunos entendieron que se refería al recién destituido Floridablanca y que lo había publicado azuzado por los seguidores del Conde de Aranda, causándose una gran polémica, ante lo cual tuvo que salir en su defensa Samaniego, que intervino declarando la inocente intención del autor. De todas maneras, cuando lo volvió a imprimir en sus Fábulas, añadió «No es ni ha sido mi ánimo señalar a nadie en particular, satirizar, ni hacer aplicaciones personales: esta prevención que a algunos parecerá ociosa por todos aspectos, estoy obligado a hacerla, porque lo exige así el respeto y decoro que debo al Público».
- Datos: Q5937356
- Textos: Autor:José Agustín Ibáñez de la Rentería